# Ferrari SF70H
El Ferrari SF70H es un monoplaza de Fórmula 1 diseñado por la Scuderia Ferrari para competir en la temporada 2017 de Fórmula 1. El coche fue conducido por el alemán Sebastian Vettel y el finlandés Kimi Räikkönen.
El SF70H se mostró en un evento en el Circuito de Fiorano por primera vez el 24 de febrero de 2017.

## Resultados

### Fórmula 1
(Clave) (negrita indica pole position) (cursiva indica vuelta rápida)

| Año     | Motor        | Neu. | N.º | Pilotos          | 1   | 2   | 3   | 4   | 5   | 6   | 7   | 8   | 9   | 10  | 11  | 12  | 13  | 14  | 15  | 16  | 17  | 18  | 19  | 20  | Puntos | Pos. |
| ------- | ------------ | ---- | --- | ---------------- | --- | --- | --- | --- | --- | --- | --- | --- | --- | --- | --- | --- | --- | --- | --- | --- | --- | --- | --- | --- | ------ | ---- |
| 2017    | 062 V6 Turbo | P    |     |                  | AUS | CHN | BHR | RUS | ESP | MON | CAN | AZE | AUT | GBR | HUN | BEL | ITA | SIN | MYS | JPN | USA | MEX | BRA | ABU | 522    | 2.º  |
| 2017    | 062 V6 Turbo | P    | 5   | Sebastian Vettel | 1   | 2   | 1   | 2   | 2   | 1   | 4   | 4   | 2   | 7   | 1   | 2   | 3   | Ret | 4   | Ret | 2   | 4   | 1   | 3   | 522    | 2.º  |
| 2017    | 062 V6 Turbo | P    | 7   | Kimi Räikkönen   | 4   | 5   | 4   | 3   | Ret | 2   | 7   | 14† | 5   | 3   | 2   | 4   | 5   | Ret | DNS | 5   | 3   | 3   | 3   | 4   | 522    | 2.º  |
| Fuente: |              |      |     |                  |     |     |     |     |     |     |     |     |     |     |     |     |     |     |     |     |     |     |     |     |        |      |